# پول (فیلم ۱۹۹۱)
پول (انگلیسی: Money) فیلمی در ژانر درام است که در سال ۱۹۹۱ منتشر شد.

## بازیگران
- اریک استولتس
- کریستوفر پلامر
- برنارد فرسون
- برونو کرمر
- دنی دویتو
- اف. موری آبراهام
- ژان-پیر کاستالدی
- ماریو آدورف
- توماس میلیان